# Masaya Nakahara
Pour les articles homonymes, voir Nakahara.
Masaya Nakahara (中原 昌也, Nakahara Masaya, né le 4 juin 1970), également connu par ses noms de scène Violent Onsen Geisha et Hair Stylistics, est un musicien, acteur et écrivain japonais. Il a été décrit par AllMusic comme « une de ces entités musicales qui défient toute catégorisation ». Il partage l'affiche du film My God, My God, Why Hast Thou Forsaken Me? (en) de Shinji Aoyama avec Tadanobu Asano en 2005.

## Discographie

### Violent Onsen Geisha
- Excrete Music (1991)
- Otis (1993)
- Que Sera, Sera (1995)
- Black Lovers: Early Lost Tapes 1988 (1995)
- The Midnight Gambler (1996)
- Nation of Rhythm Slaves (1996)
- Teenage Pet Sounds (1996)

### Hair Stylistics
- 1996-1999 (2001)
- Custom Cock Confused Death (2004)
- AM 5:00+ (2007)
- Expanded Pussies (2009)
- Live! (2009)
- Live: Album (2010)

### Guest appearances
- Jim O'Rourke - After the Fox de All Kinds of People: Love Burt Bacharach (2010)

### Remixes
- Cornelius - Volunteer Ape Man (Disco) from 96/69 (1996)
- Hanayo - Makka na Shizuku de Sayonalala (1996)
- Microstoria - Endless Summer NAMM de Reprovisers (1997)

## Ouvrages
- Mari & Fifi's Massacre Songbook (2001)
- Bouquets of Flowers Everywhere (2001)
- Naughty Manifesto of the Futurist Kids (2004)
- The Nameless Orphans' Grave (2006)
- KKK Bestseller (2006)
- Less than IQ84! (2010)

## Filmographie
- My God, My God, Why Hast Thou Forsaken Me? (en) (2005)